# 莲花赐勋章
莲花赐勋章（Padma Vibhushan）是印度政府颁发的第二级公民荣誉奖，授予在各领域为印度做出杰出贡献的人物。该奖项由印度第一任总统拉金德拉·普拉萨德于1954年设立。印度公民荣誉奖共有四级，其余奖项分别为第一级的印度国宝勋章（Bharat Ratna）、第三级的莲花装勋章（Padma Bhushan）和第四级的莲花士勋章（Padma Shri）。